# Sven Erik Lundqvist

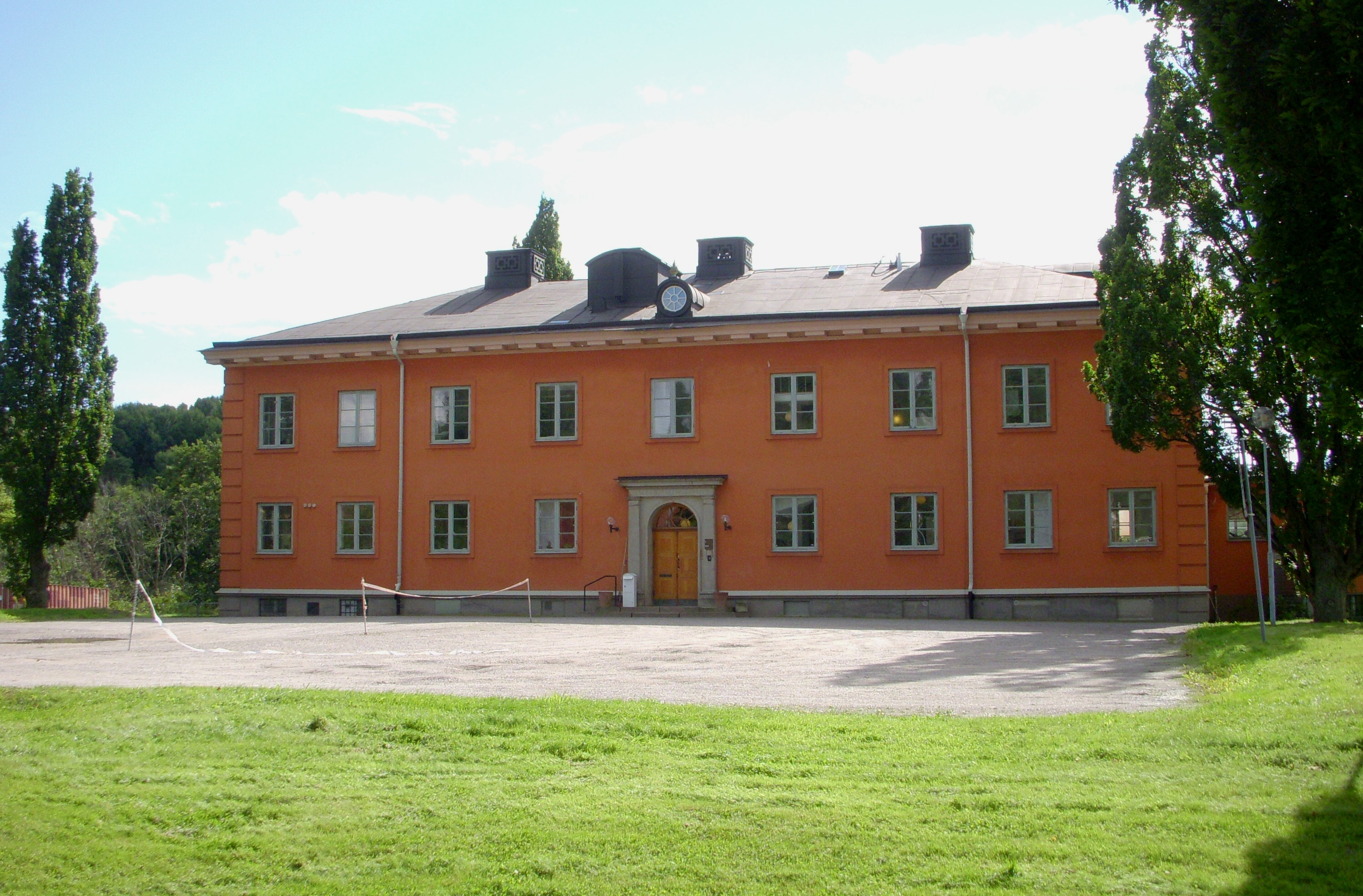
Statens växtskyddsanstalts tidigare byggnad vid Pipers väg i Bergshamra i Solna. Byggnaden var tidigare Institutet för husdjursförädling.

Sven Erik Lundqvist, född 14 oktober 1885 i Adolf Fredriks församling i Stockholm, död 25 november 1963 i Salems församling i Stockholms län, var en svensk arkitekt.

## Biografi
Under första världskrigets svåra bostadssituation var Sven Erik Lundqvist arkitekten bakom de väl gestaltade nödbostäderna i stadsdelen Stadshagen i Stockholm (1917) som kom att kallas Gamla Stadshagen och som revs 1964. I Norrköping stod han som arkitekt bakom nödbostäderna i Röda stan och han ritade ett liknande område i Nyköping.
Bland hans arbeten under 1920-talet märks flera bostadshus i Stockholm för Stockholms Kooperativa Bostadsförening, som han ritade tillsammans med Edvin Engström, bland annat i kvarteret Ryssjan och kvarteret Draget i Blecktornsområdet på Södermalm samt i kvarteret Glöden vid Hälsingegatan i Vasastan.
De första ritningarna till biografen, Bromma-Teatern i Alvik, det som nu är Alviks Måleri, signerades tidigt 1920 av både S.E. Lundqvist och G.E. Petterson. Biografen byggdes 1921–1922 och det var Gustaf Pettersson, som fullbordade planerna till hösten 1920 genom en hel del förenklingar, förmodligen på anmodan av beställaren som härigenom kunde räkna med lägre byggkostnader. Första bioföreställningen gavs den 27 september 1921.
Byggnaden för Institutet för husdjursförädling i Bergshamra i Solna ritade han 1930 och den ligger på Pipers väg nära den numera rivna Bergshamra gårds huvudbyggnad. I närheten uppfördes samtidigt Statens centrala frökontrollanstalt 1930, då den gamla manbyggnaden, Ryska villan, revs för en ny byggnad för Statens centrala frökontrollanstalt. Byggnaden för Institutet för husdjursförädling övertogs 1936 av Statens växtskyddsanstalt och har senare nyttjats av bland andra SIPRI. SIPRI flyttade in i byggnaden 1980.
Sven Erik Lundqvist är begravd på Sandsborgskyrkogården i Stockholm.

## Bilder

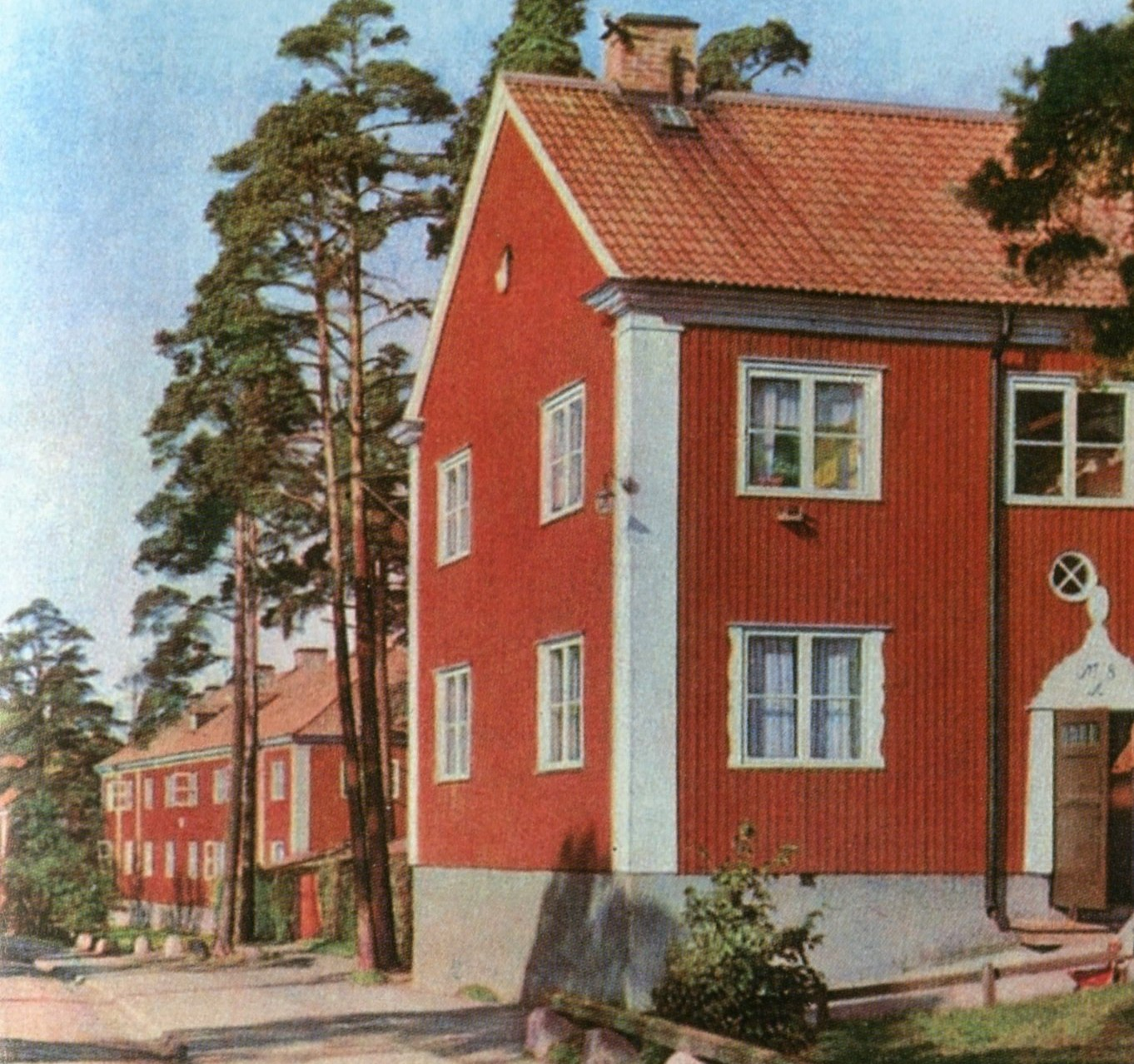
Gamla Stadshagen på västra Kungsholmen i Stockholm, bebyggelsen anlades 1917.
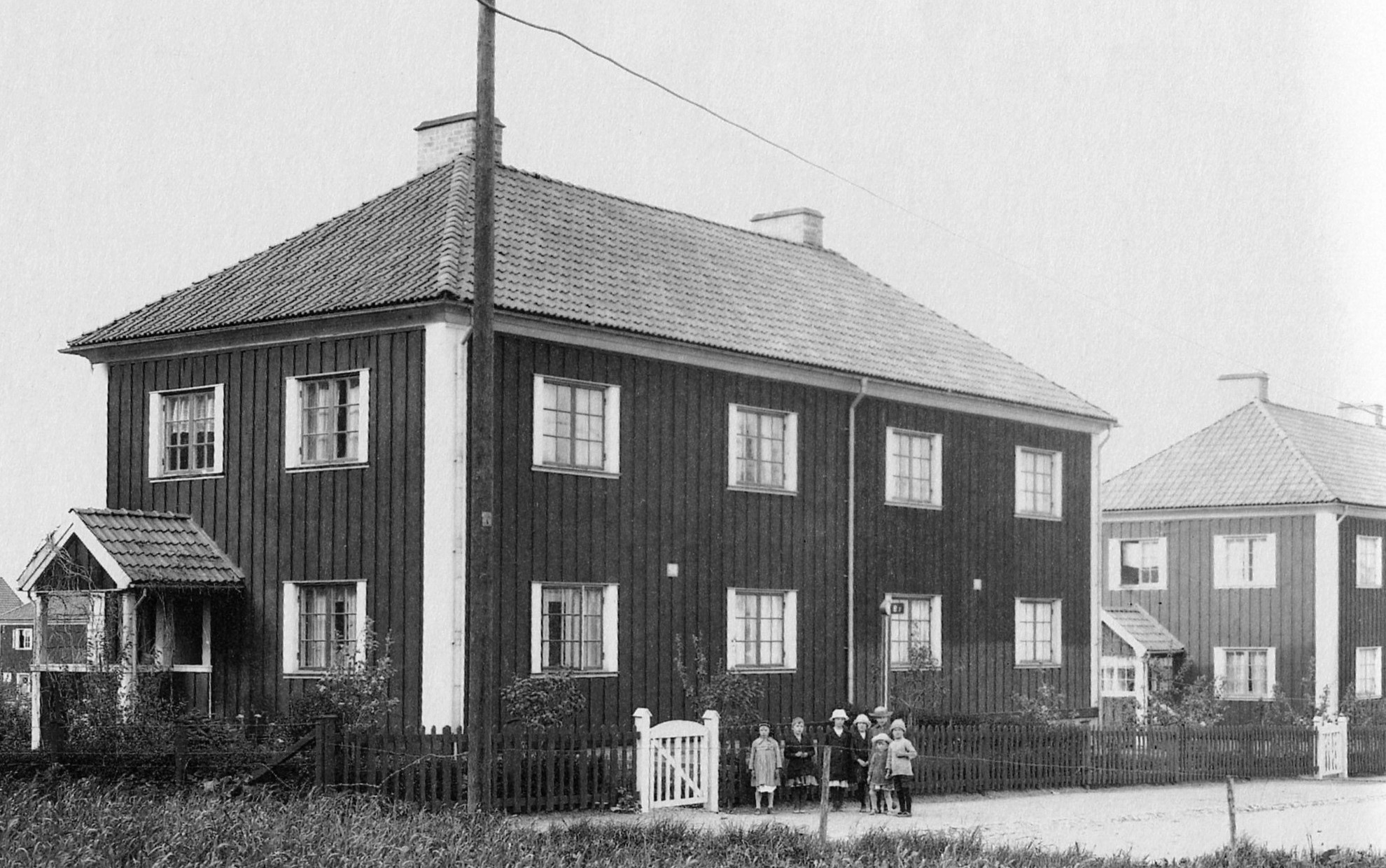
Röda stans område i Norrköping uppfördes 1918 under första världskrigets bostadskris i kommunens regi som nödbostäder för arbetare.
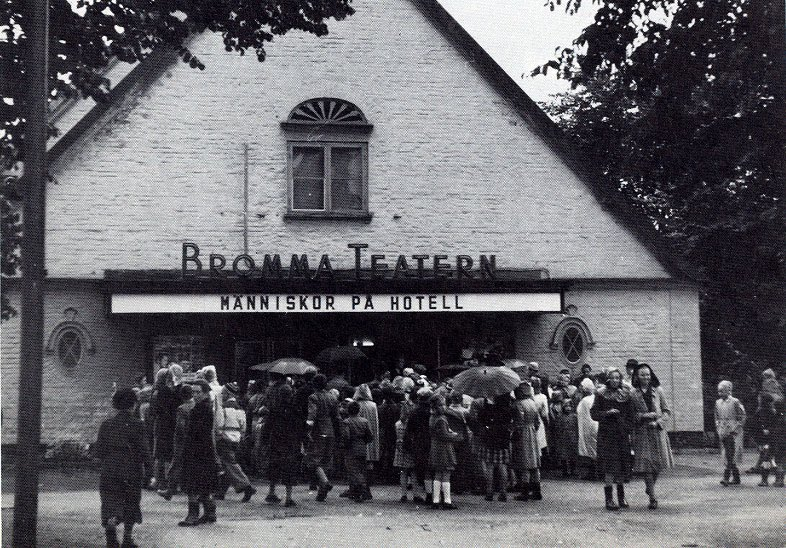
Bromma-Teatern i Alvik, Stockholm, tillsammans med Gustaf Pettersson byggdes 1921–1922. Första bioföreställningen var i september 1921.
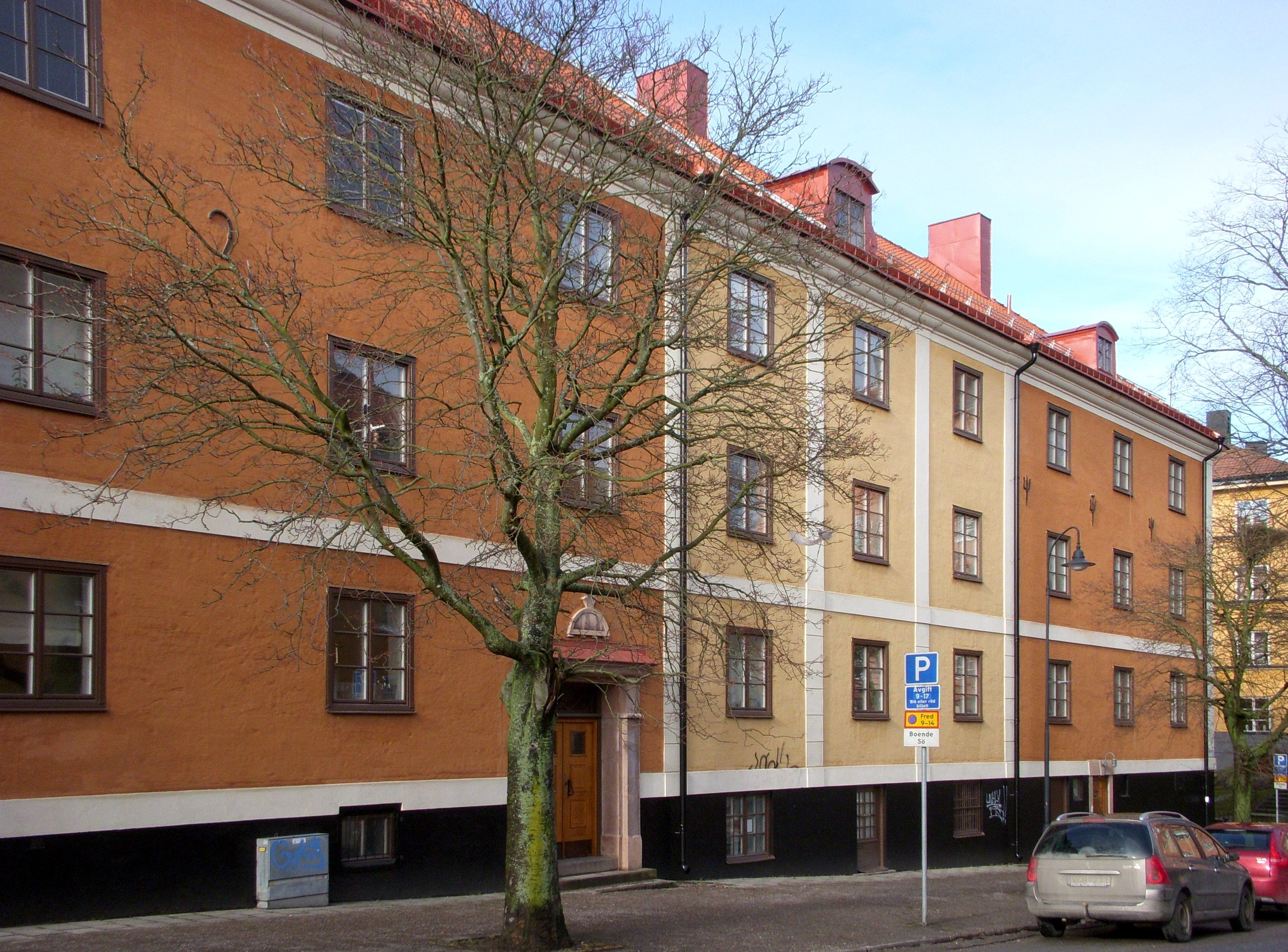
Blecktornsområdet på sydöstra Södermalm i Stockholm, husen i kvarteret Draget uppfördes 1922–1923 med Sven Erik Lundqvist som arkitekt.